# Madeline Menten
Madeline Ludolphine Menten (Warmond, 16 juli 1929 – Ueß, 30 december 1999) was een Nederlands fluitist.
Ze was dochter van bankier en verzetsman Emile Ernest Menten (broer van Otto Menten) en Ernestine Rosina Sophia van Essen. Zus Ernestine Menten (1927-2018) was sopraan met een studie aan het Haags Conservatorium.
Haar opleiding verkreeg ze van Jan Prins, fluitist van het Residentie Orkest. Daarop volgde een opleiding bij Gareth Morris aan de Royal Academy of Music, waarbij nadrukkelijk werd onderricht in orkest- en ensemblespel. Na die opleiding ging ze twee jaar werken als eerste fluitist bij het Overijssels Philharmonisch Orkest. In die periode had ze aanvullend onderricht van fluitist Everard van Royen. In 1952 mondde een reis naar de Verenigde Staten uit in het spelen van een orkest ten behoeve van dirigenten in opleiding; het orkest stond onder leiding van Pierre Monteux. Aanvullend studeerde ze nog een jaar bij fluitpedagoog Gaston Crunel aan het Conservatorium van Parijs. In die periode volgde een studiereis naar Zuid-Afrika; ze kon zich daar aansluiten bij een Italiaans operaorkest dat een fluitist behoefde. Na deze avonturen vestigde ze zich in Amsterdam, opnieuw met studie, lesgeven, de organisatie Stichting Jeugd en Muziek en het geven van concerten door het gehele land. Die concerten gingen gepaard met een uitleg over de uit te voeren werken.
Op 17 mei 1956 trouwde ze met haar leraar Van Royen.